# Argo Electric Vehicle Company
Argo Electric Vehicle Company war ein US-amerikanischer Hersteller von Automobilen.

## Unternehmensgeschichte
Das Unternehmen wurde 1910 in Saginaw in Michigan gegründet. Daran beteiligt waren Fred Buck, Theodore Huss, Benton Hanchett, Otto Schupp und Albert M. Marshall. Das Unternehmen hatte mit Problemen in Zusammenhang mit den übernommenen Anlagen der Sommer Brothers Match Company zu kämpfen. Dadurch verzögerte sich die Aufnahme der Automobilproduktion bis 1912. Der Markenname lautete Argo, evtl. auch Argo Electric. Die erste öffentliche Präsentation fand im Januar 1912 auf der New York Automobile Show statt. Bis 1913 sollen schon 300 Fahrzeuge verkauft worden sein. Aus den genannten Gründen kamen erst 1913 Nutzfahrzeuge dazu. Im Januar 1914 kam es mit der Broc Electric Vehicle Company und der Borland-Grannis Company zum Zusammenschluss zur American Electric Car Company. Die Markennamen aller drei Unternehmen blieben unverändert, allerdings wurden nun alle Fahrzeuge in Saginaw gefertigt. 1916 endete die Produktion. Im November 1916 übernahm die Columbia Motors Company die Vermögenswerte und insbesondere die N.A.C.C.-Lizenz, die zur Teilnahme an den nationalen Automobilausstellungen berechtigte. Die Saginaw Motor Company, Herstellerin des Yale Eight und später die Nelson Motor Truck Company, Herstellerin des Jumbo-Lkw, belegten danach das Werk.

## Fahrzeuge

### Personenwagen

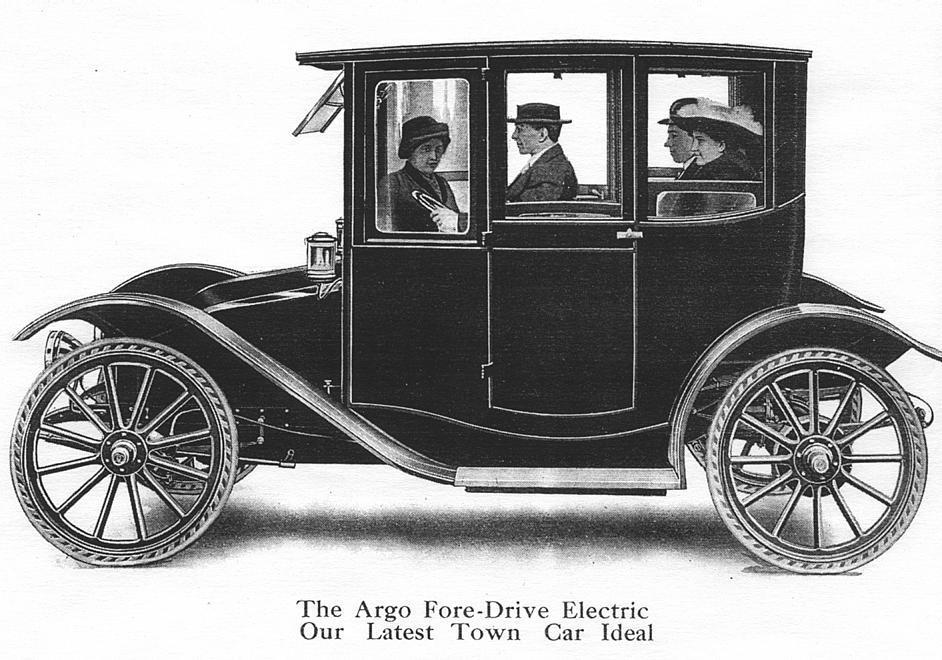
Argo Brougham von 1912

Im Angebot standen ausschließlich hochwertige Elektroautos. Die Motorleistung ihrer Elektromotoren ist nicht überliefert. Der Antrieb erfolgte über eine Kardanwelle. 1912 gab es nur das Model A. Es hatte 279 cm Radstand, was nach Unternehmensangaben der längste Radstand eines Elektroautos auf dem US-Markt war. Die einzige Karosserieform war ein geschlossener Brougham mit fünf Sitzen.
Von 1913 bis 1914 bestand das Angebot aus drei Modellen. Model A war ein Brougham und Model B ein Roadster, beide mit 276 cm Radstand. Das Model C als Limousine hatte 279 cm Radstand.
Von 1915 bis 1916 gab es die gleichen Modelle. Ihr Neupreis war geringer als vorher.

### Nutzfahrzeuge
Es gab Nutzfahrzeuge mit Nutzlasten von 0,5 und 1,0 sh. tn. (450 resp. 900 kg). Argo verwendete Batterien mit 40 Zellen und ebenfalls Kardanantrieb. Mit 100 Zoll (254 cm) Radstand gehörten diese Lkw zu den längsten Elektrolastkraftwagen auf dem Markt.

## Modellübersicht Personenwagen

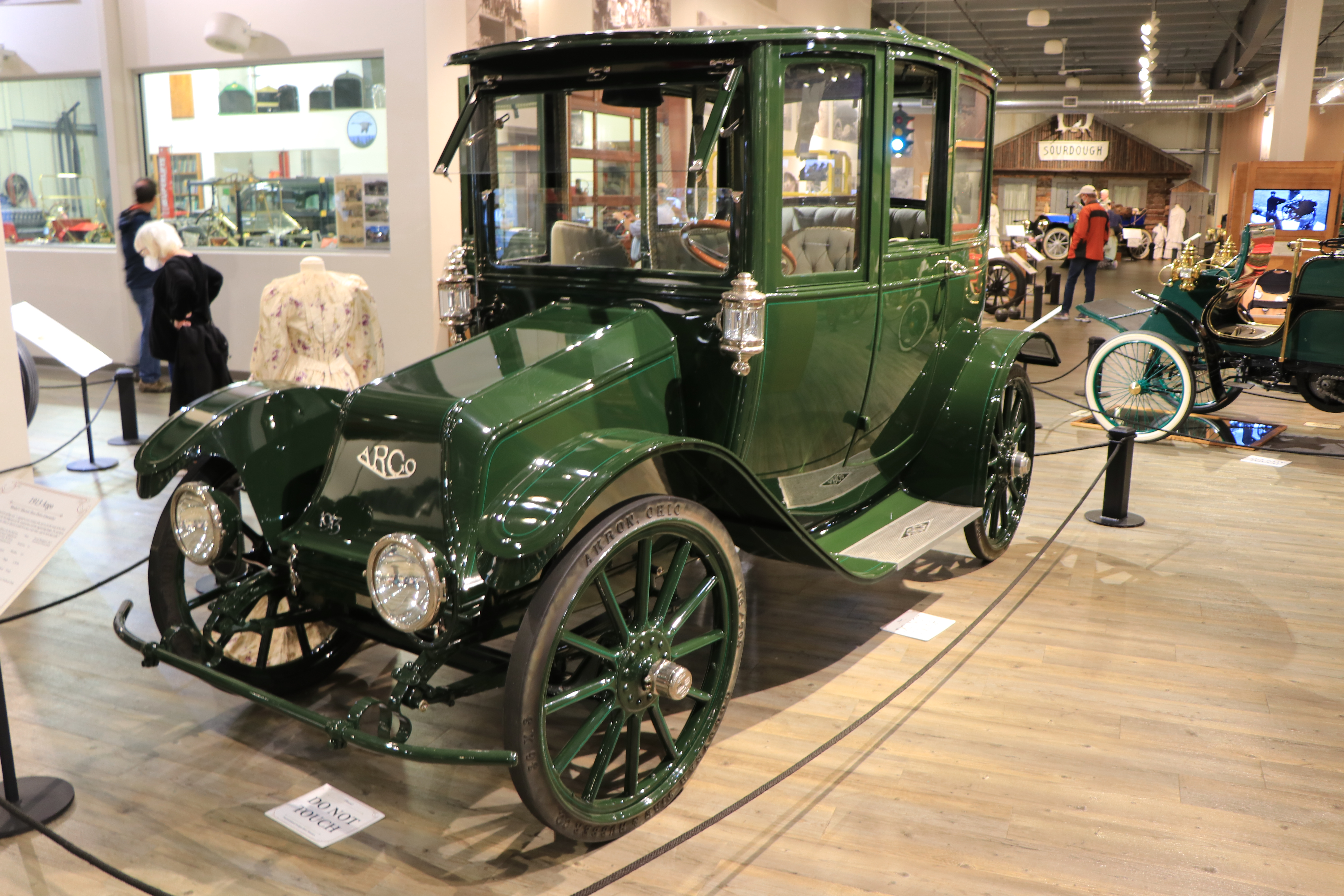
Modell C von 1913 in einem Automuseum in Fairbanks (2022)

| Jahr      | Modell  | Radstand (cm) | Aufbau    |
| --------- | ------- | ------------- | --------- |
| 1912      | Model A | 279           | Brougham  |
| 1913–1914 | Model A | 276           | Brougham  |
| 1913–1914 | Model B | 276           | Roadster  |
| 1913–1914 | Model C | 279           | Limousine |
| 1915–1916 | Model A | 305           | Brougham  |
| 1915–1916 | Model B | 305           | Roadster  |
| 1915–1916 | Model C | 305           | Limousine |

## Modellübersicht Nutzfahrzeuge
| Jahr      | Modell     | Radstand (cm) | Nutzlast | Aufbau                    |
| --------- | ---------- | ------------- | -------- | ------------------------- |
| 1913–1916 | Model K-10 | 254           | 450 kg   | Express, Stake Truck, Van |
| 1913–1916 | Model K-20 | 254           | 900 kg   | Express, Stake Truck, Van |

Ein Stake Truck ist ein Pritschenwagen mit Ladebalken anstelle von Seitenwänden.